# Matteo De Carli
Matteo De Carli (* 1. března 1981 Varese) je italský šéfkuchař, gastronom a provozovatel italské restaurace Casa De Carli v Praze, která je od roku 2013 doporučovaným místem v průvodci Michelin Main Cities of Europe. V letech 2011 a 2012 byl šéfkuchařem slavné michelinské restaurace Cipriani v New Yorku.

## Profesní kariéra
- Casa de Carli, Praha, Česko: V roce 2012 přišel do Prahy s českou partnerkou Lenkou Hermanovou[5], s níž ve stejném roce otevřel a společně provozuje italskou restauraci Casa De Carli, která je od roku 2013 doporučovaným místem v Michelinském průvodci. Kuchyň čerpá z gastronomických zkušeností Mattea De Carli a nabízí jednoduché, moderní pokrmy z čerstvých a sezónních ingrediencí.[6] Pražská restaurace Casa De Carli je oblíbeným místem řady českých[7] i zahraničních osobností.[8]

- Cipriani, New York, USA: Právě v této slavné restauraci, kterou pravidelně navštěvují takové hvězdy jako Kim Kardashian, Bono nebo Rihanna, působil Matteo v letech 2011 a 2012 v pozici šéfkuchaře. V Cipriani byl zodpovědný za kompletní vedení restaurace, kde kromě přípravy menu zodpovídal za řízení nákladů, zásob, zaměstnanců a budování vztahů s dodavateli a zákazníky. Pozice šéfkuchaře v Cipriani pomohla Matteovi stát se známou kulinářskou osobností.[9][10][11]

- Bice Mare, Dubaj, SAE: V roce 2009 a 2010 zastával Matteo pozici šéfkuchaře v restauraci Bice Mare v Dubaji ve Spojených arabských emirátech.[10]

- Four Seasons, Dublin, Irsko: Ve Four Seasons v irském Dublinu, kde působil šest let, získal v roli zástupce šéfkuchaře hlavní zkušenosti a znalosti s vedením restaurace, podílel se na přípravě specializovaných menu, řízení a tréninku zaměstnanců.[4]

V letech 1996 až 2014 působil Matteo také jako kuchař nebo šéfkuchař v restauracích Le Jardin, Hotel Richemond, restauraci Gstaad, Hotel Palace, restauraci Giardino Romano ve švýcarské Ženevě nebo v italských Ristorante del Circolo di Gallarate a Restaurant Pro Forma v Legnano. Krátce působil také ve francouzské Les Deux Alpes, Hotel Les Melezes.

## Vzdělání
V roce 2010 získal Matteo kvalifikační titul z klasické a mezinárodní gastronomie na Istituto Professionale Alberghiero "De Filippi", Varese v Itálii a je držitelem řady kulinářských certifikátů, např. v oblastech řízení hygieny potravin u úřadu pro Národní hygienu v Irsku, profitabilního oceňování jídla u irské Fáilte nebo ochrany potravin u ministerstva zdravotnictví v New Yorku.

## Ocenění

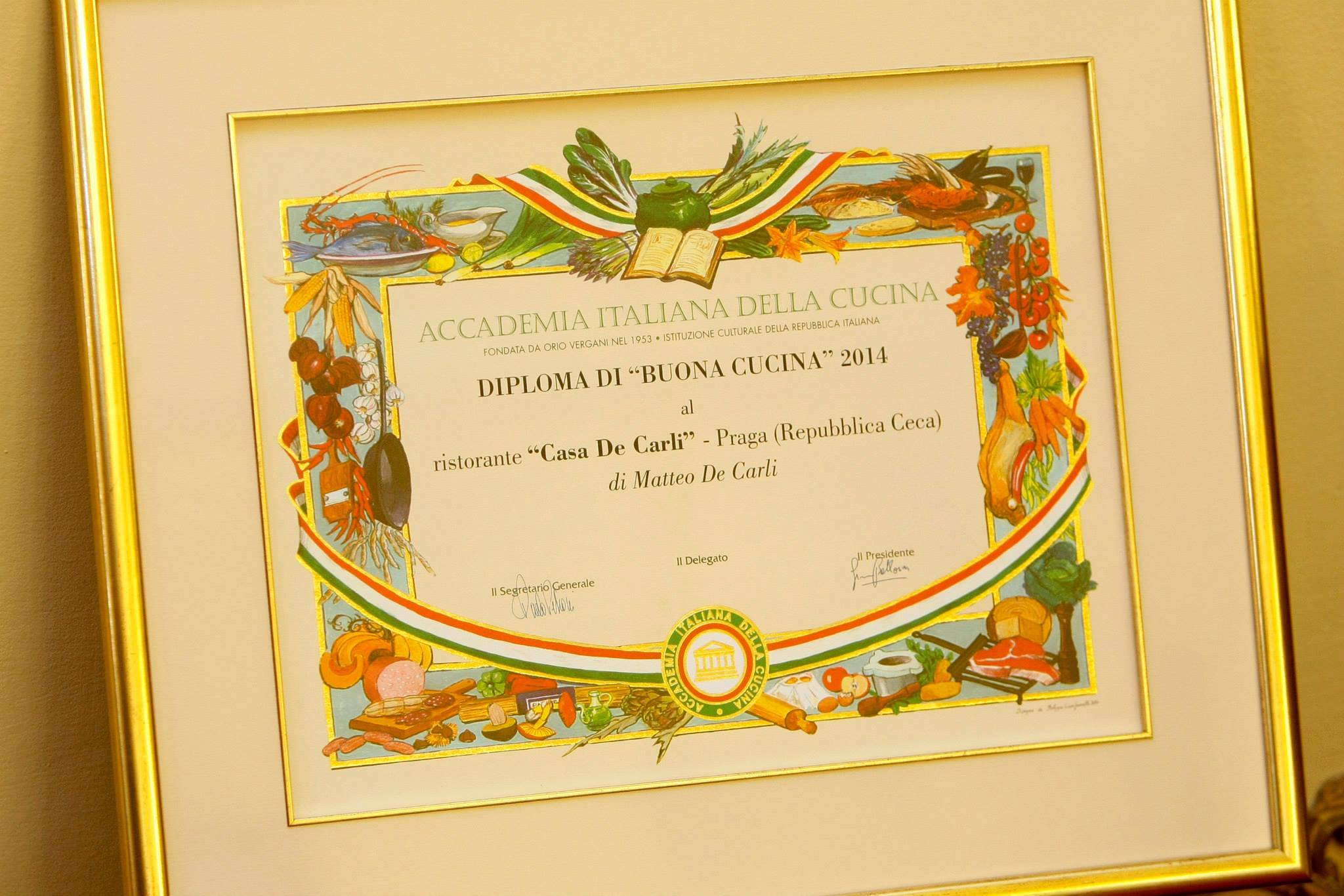
Vyznamenání pro Casa de Carli

- 2014: ocenění „Buona Cucina 2014“ od akademie italské kuchyně Accademia Italiana della Cucina

- od roku 2013 je restaurace Casa De Carli doporučovaným místem v Michelinském průvodci.

Propagátor a garant italské kuchyně v České republice
Společně s šéfkuchařem Riccardem Lucqueem byl Matteo De Carli označen akademií Accademia Italiana della Cucina za jednoho ze dvou hlavních propagátorů a strážců kvalitní italské kuchyně v České republice.

## Členství v organizacích
Matteo De Carli je členem Italsko-české obchodní a průmyslové komory (CAMIC).

## Životní krédo
| „ | Nikdy se nevzdávej svých snů. | “ |

Matteo se věnuje také fotografii a keramice. Vytvořil mimo jiné kolekci vlastních keramických talířů, na kterých servíruje hostům v Casa De Carli degustační menu.